# Astropecten formosus
Astropecten formosus is een kamster uit de familie Astropectinidae.
De wetenschappelijke naam van de soort werd in 1878 gepubliceerd door Percy Sladen.